# 番匠谷英一
番匠谷 英一（ばんしょうや えいいち、1895年8月14日 - 1966年6月17日）は、日本の劇作家、ドイツ文学者。立教大学名誉教授。

## 経歴
現在の大阪府泉佐野市にて運送業を営み、泉陽銀行取締役を務めた番匠谷平吉の長男として生まれる。旧制岸和田中学校、第三高等学校を経て1920年京都帝国大学独文科卒業。1924年懸賞戯曲『黎明』に当選し、劇作家として活動するかたわらドイツ文学の翻訳を行う。1928年立教大学教授、61年定年となり名誉教授。
シュニッツラーを中心にドイツ文学、またアンデルセンなどを翻訳した。また劇作家として、源氏物語、宇治十帖を扱った戯曲を残した。
立教大学で教鞭を執る傍ら、立教大学劇研究会の会長も務めた。
1933年（昭和8年）、劇団 新劇場が『源氏物語』の上演を計画。番匠谷が脚本の執筆を担当した。しかし、上映直前の同年11月22日、警視庁が風教上問題があるとして上映禁止を通達。お蔵入りとなった。
なお、妻の文子は京都府士族で日本薬品工業の常務取締役を務めた岡松忠利の次女。日本精工専務を務めた番匠谷淳一は長男、ダマスカスやアレッポといった中東諸都市で活動した建築家・都市計画家、番匠谷尭二（ばんしょうや　ぎょうじ）は次男である。

## 著書
- 楊貴妃 春陽堂（芸楽道場叢書） 1922
- 黎明 朝日新聞社 1925
- 戯曲 源氏物語 河出書房 1935
- 宇治十帖 戯曲 河出書房 1936
- ユーデンブーヘ 三修社 1939.9
- 小ドイツ文法 郁文堂出版 1950

## 翻訳
- グスターフ・ヴァーザー ストリンドベリー 春陽堂 1925
- カールとアンナ（フランク） 青年の病気（ブルックナー） 世界戯曲全集 第19巻（独墺篇 9） 刊行会 1930
- アルトハイデルベルク マイアーフェルスター 岩波文庫 1935 のち角川文庫
- 海の波恋の波 グリルパルツァー 岩波文庫 1937
- 花 シュニッツラー 岩波文庫 1939
- ギリシャの踊子 シュニッツラー 岩波文庫 1940
- 青春 マックス・ハルベ 岩波文庫 1941 のち角川文庫
- タウリス島のイフィゲーニェ ゲーテ全集 第5巻 育生社 1948
- ハイネ新詩集 岩波文庫 1950
- 恋人の気まぐれ・同罪者 ゲーテ 岩波文庫 1950
- ハイネ恋愛詩集 羽田書店 1951 のち現代教養文庫
- シュニツラー選集 第5巻 輪舞、アナトール、縁の鸚鵡 実業之日本社 1951 のち角川文庫
- アンデルセン童話集 1-3 角川文庫 1951-1956
- 二人の捕われびと・ローテンブルクの幸福 パウル・ハイゼ 郁文堂出版 1952
- ユダヤ人のブナの木 ドロステ＝ヒュルスホフ 岩波文庫 1953
- 枯葉 ローゼ・ベルント ハウプトマン 角川文庫 1957
- 望郷 クヌルプ ヘルマン・ヘッセ 角川文庫 1957
- 恋愛三昧 シュニッツラー 世界文学全集 河出書房新社、1958 のち角川文庫
- たくらみと恋 シラー 世界文学大系 第18 筑摩書房 1959